# Sarata-Drăgușeni, Botoșani
Sarata-Drăgușeni este un sat în comuna Drăgușeni din județul Botoșani, Moldova, România.
 Acest articol despre o localitate din județul Botoșani este deocamdată un ciot. Puteți ajuta Wikipedia prin completarea lui.